# Rue d'Ormesson
La rue d'Ormesson est une voie du 4e arrondissement de Paris, en France.

## Situation et accès
Longue de 95 mètres, elle commence au 3, rue de Turenne et se termine au 6, rue de Sévigné.
Le quartier est desservi par la ligne 1 à la station Saint-Paul.

## Origine du nom
Elle porte le nom du contrôleur des Finances, Henri Le Fèvre d'Ormesson (1751-1808).

## Historique
Cette voie ouverte en 1788 sur l'emplacement du couvent Sainte-Catherine-du-Val-des-Écoliers et lors de la création de la place du Marché-Sainte-Catherine, elle prend au XIXe siècle le nom du contrôleur des Finances, Henri Le Fèvre d'Ormesson.

## Bâtiments remarquables et lieux de mémoire
- Nos 5 et 7 : les façades concaves, au débouché de la rue Caron, marquent l’empreinte, en creux, de la croisée du transept de l’ancienne église Sainte-Catherine[2].
- No 13 : au niveau de ce numéro est l’emplacement de la façade ouest de l’ancienne église Sainte-Catherine[3].
- L’intersection avec la rue Madame-de-Sévigné correspond à l’ancien parvis et à l’entrée de l’église Sainte-Catherine[3].